# Salah Khebri
 (décembre 2017).
Si vous disposez d'ouvrages ou d'articles de référence ou si vous connaissez des sites web de qualité traitant du thème abordé ici, merci de compléter l'article en donnant les références utiles à sa vérifiabilité et en les liant à la section « Notes et références ».
Salah Khebri, est le ministre de l'Énergie de l'Algérie du 14 mai 2015 au 11 juin 2016.

## Biographie
Salah Khebri a passé 38 années au sein de l’industrie pétrolière et gazière, dans les domaines de la formation supérieure, du management des études de grands projets pétroliers et gaziers au sein de la Sonatrach. Il a également assuré la présidence et la direction générale de l’Institut algérien du pétrole (IAP) et le Conseil à la direction générale de Sonatrach.
Il a occupé successivement les postes de :
- Conseiller Économie & Management auprès du président-directeur général de Sonatrach du 1er janvier 2012 au 30 novembre 2014,
- Président-Directeur-Général de la société par actions à capitaux mixtes Algerian Petroleum Institute ; IAP Spa, pour cinq ans (du 1er février 2007 au 31 décembre 2011),
- Directeur général du groupement « Institut algérien du pétrole, Coporate University » (IAP-CU) pendant trois années (du 13 janvier 2004 au 31 janvier 2007),
- Directeur des études économiques à la direction générale de Sonatrach pendant six années (du 1er janvier 1998 au 13 janvier 2004),
- Chef de l’Unité recherche opérationnelle au sein de la Direction Etudes, Planification & Prospective de Sonatrach pendant trois années (Avril 1995 au 31 décembre 1997).

Avant de rejoindre Sonatrach, il a travaillé pendant 16 années en qualité d’enseignant-chercheur à l’institut nationale des Hydrocarbures et de la Chimie, INH Boumerdès et à l’Institut Français du Pétrole, IFP School, à Rueil-Malmaison (France) et à l’Université de Bourgogne (France). Il y a notamment enseigné la Recherche opérationnelle appliqué, l’économétrie et l’économie pétrolière.